# Monasterio de Betania
El Monasterio de Betania o monasterio de la Natividad de la Madre de Dios (en georgiano: ბეთანიის ყოვლადწმინდა ყოვლადწმინდა ღვთისმშობლის შობის მონასტერი) comúnmente conocido como Betania o Bethania (ბეთანია[bɛtʰania]) es un monasterio medieval ortodoxo georgiano en el este de Georgia, a 16 km (9.9 mi) al suroeste de Tiflis, la capital de la nación. Se trata de una notable pieza arquitectónica de la «Edad de Oro» del Reino de Georgia, a finales de los siglos XI y XII, y destaca por sus pinturas murales que incluyen un retrato de grupo de los monarcas georgianos contemporáneos.

## Historia

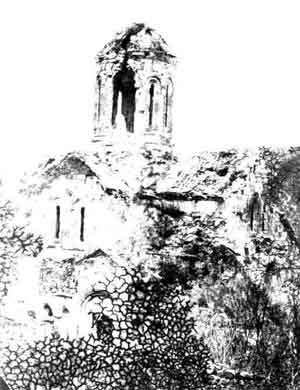
El monasterio en en el momento de su restauración por el príncipe Gagarin.

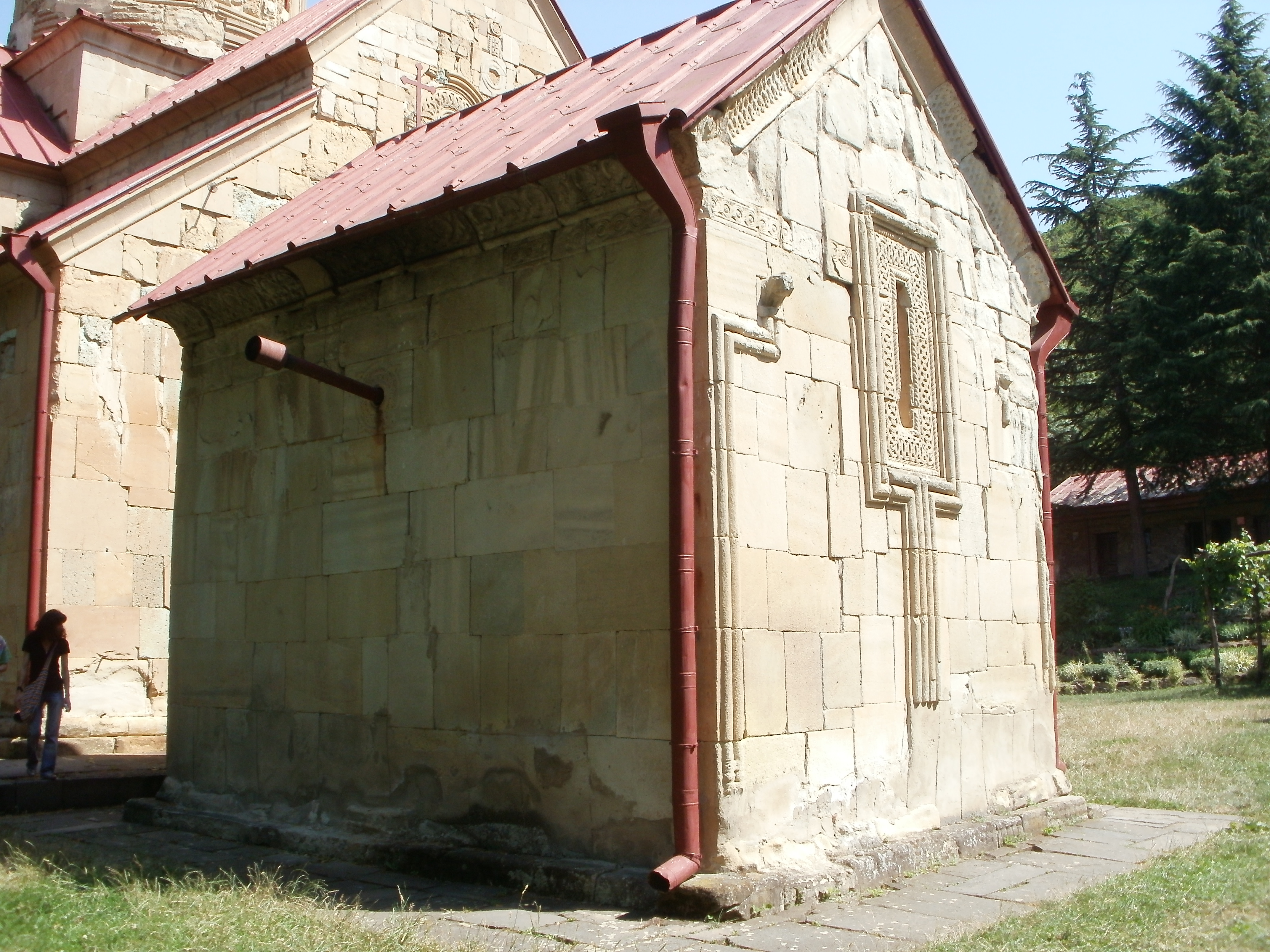
Pequeña iglesia de San JOrge.

Betania se encuentra en el aislado valle boscoso del río Vere, a 16 km al suroeste de Tiflis. El nombre del monasterio se deriva del de la aldea de Betania en Palestina, registrada en el Nuevo Testamento como el hogar de María, Marta y Lázaro, así como el de Simón el leproso.
La historia del monasterio está mal documentada en la tradición histórica georgiana. Era una abadía familiar de la Casa de Orbeli. La imagen de «Sumbat y Liparit Orbeli ante la Madre de Dios» aparece en el transepto sur del monasterio. Los Orbeli fueron desposeídos temporalmente de sus propiedades por la corona real a finales del siglo XII, pero su descendencia posterior, la familia Gostashabishvili, parece haber sido la propietaria del monasterio a principios de la Georgia moderna primitiva. Una serie de conflictos e invasiones extranjeras que llenan la historia de Georgia dejaron el monasterio despoblado y medio arruinado. Fue restaurado, en la segunda mitad del siglo XIX, gracias a los esfuerzos del hieromonje Spiridon Ketiladze, quien renunció como abad en 1922 y fue sucedido por el hieromonje Ilia Pantsulaia. Ambos monjes fueron fusilados durante las purgas soviéticas. Betania siguió siendo el único monasterio georgiano en funcionamiento, aunque no oficialmente, hasta 1963, cuando también se fue extinguió durante los próximos quince años. En 1978, el Catolicós Patriarca de toda Georgia Elías II. Logró obtener el permiso de las autoridades soviéticas para reabrir un monasterio en Betania. En la década de 1990, el claustro fue remodelado y la comunidad monástica local creció en tamaño e influencia.

## Arquitectura

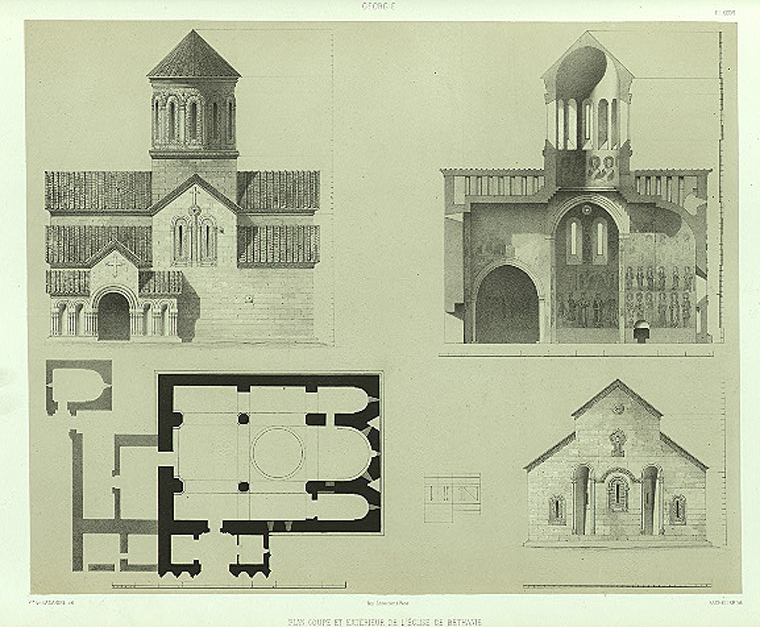
Plano del monasterio de Betania por el príncipe Grigory Gagarin, 1847.

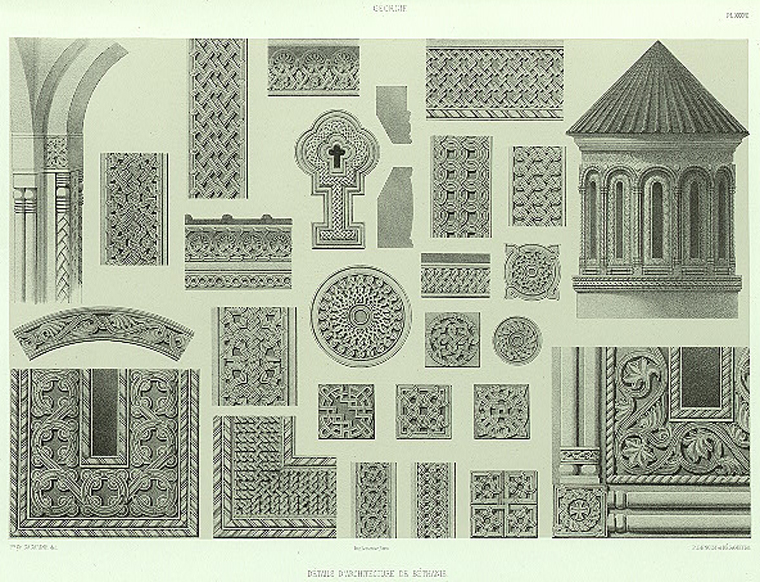
Detalles arquitectónicos del monasterio por el príncipe Grigory Gagarin, 1847.

El territorio del monasterio parece haber estado rodeado por un muralla de la que únicamente han sobrevivido piedras desmembradas dispersas en el bosque adyacente. Los edificios existentes son una iglesia principal abovedada de la Natividad de la Madre de Dios (construida a fines del siglo XII y XIII), una iglesia más pequeña de San Jorge (1196) y una torre en ruinas.
La iglesia de la Natividad de la Madre de Dios es un diseño en forma de iglesia en cruz inscrita con una cúpula y construida de piedra, con alguna decoración externa tallada en la fachada oriental, donde los nichos tradicionales están festoneados con molduras esculpidas conectan con el marco medio de la ventana central con un cordón también esculpido. Su cúpula alta, ligeramente desplazada hacia el este, descansa sobre los dos pilares y repisas del altar que se ubican libremente en el oeste. El portal de la entrada sur tiene el frente de la puerta techada con una bóveda en forma de estrellada. Los estudiosos modernos han supuesto que la iglesia es en realidad una versión ampliada, abovedada y decorada de una basílica anterior que probablemente databa del siglo X.

## Murales
El interior está decorado con murales, significativamente dañados, que marcan uno de los puntos más altos de la pintura mural medieval de Georgia. La caracola del altar contiene una escena de súplica de la cual solo han sobrevivido los fragmentos de la figura de un Cristo entronizado. Las paredes de los ábsides detrás del altar están decoradas con los frescos de los profetas con pergaminos con inscripciones georgianas. El muro del norte está ocupado por un ciclo de la Pasión de Cristo, mientras que el muro del sur contiene las escenas del Antiguo Testamento y el del oeste, las del Juicio Final.

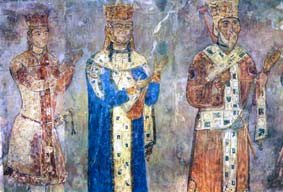
Frescos representando a los reyes Jorge III, Tamar I y Jorge IV de Georgia.

El crucero norte del monasterio es notable por la representación de los monarcas georgianos que datan de alrededor del 1207. Son los retratos de Jorge III de Georgia (reinado 1156–1184), su hija, la reina Tamar (r. 1184–1213), y el hijo de esta última, Jorge IV (r. 1213–1223). El príncipe ruso Grigory Gagarin descubrió y limpió la imagen de Tamar en 1851, y publicó sus dibujos e informes ese mismo año. Jorge IV de Georgia se muestra como un hombre joven sin barba en una túnica de corte georgiana, y lleva una corona y una espada. Estos atributos sugieren que George es representado como un joven rey después de haberse declarado como corregente con su madre, que tuvo lugar después de la muerte de su padre, David Soslan, en 1207. La pintura, por lo tanto, ayuda a determinar la fecha aproximada de la iglesia de Betania. Una irregularidad importante observada por los estudiosos modernos es que ninguna de las figuras seculares de Betania tienen un halo, un atributo que normalmente se usaba en las imágenes georgianas para distinguir a una persona real del resto de la sociedad.

## Galería

### Pinturas del muro norte

Baño de pies por Cristo.
La última cena.
El sueño de los apóstoles.
La crucifixión.

### Pinturas del muro meridional

Aarón.
Lavado de manos por Pilatos
Resurrección.
El sueño de Jacob.

### Pinturas del muro occidental

Día del Juicio.
Curación.
La comunión de María Egipciana.
La resurrección de los muertos.